# Terpentintall

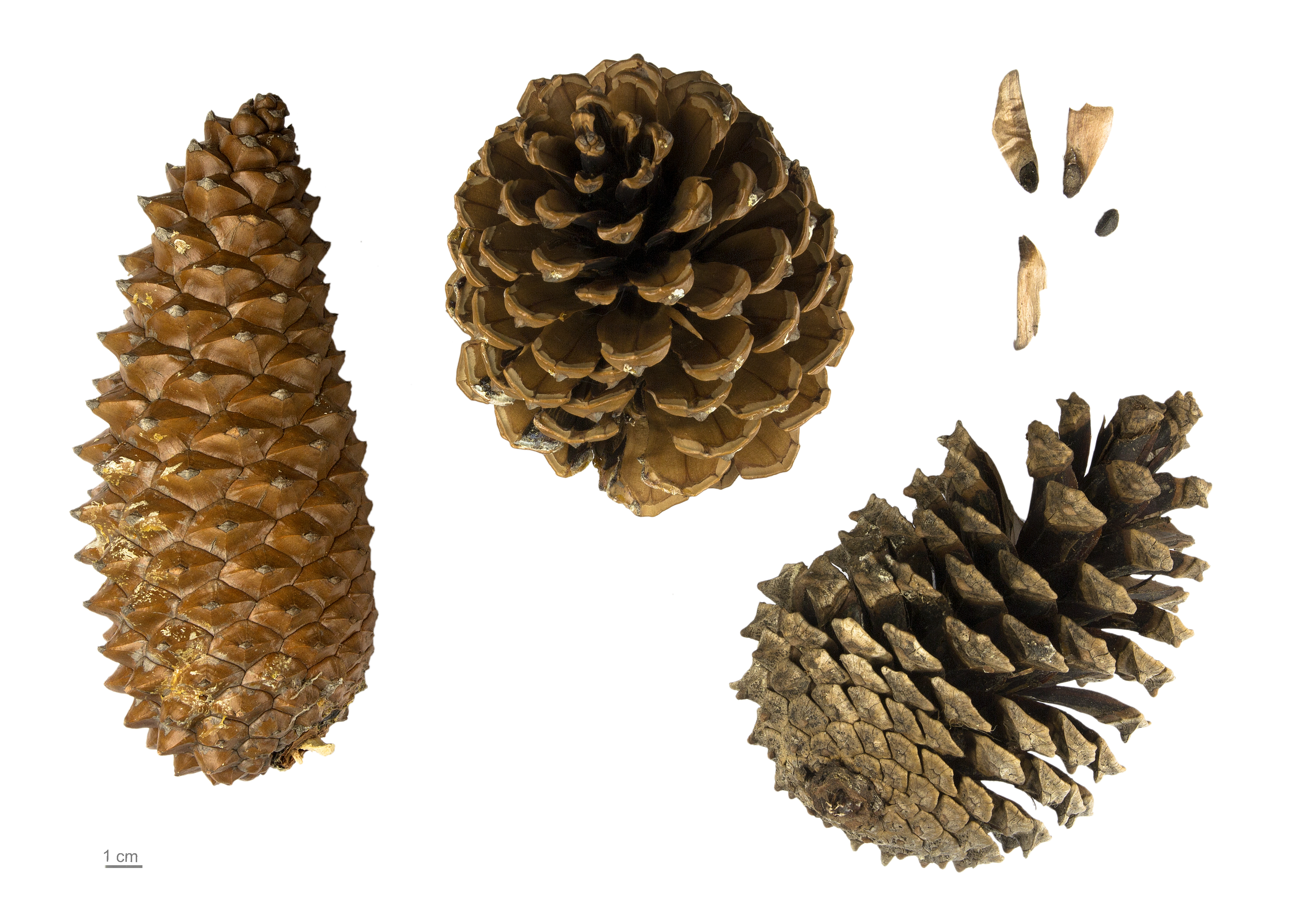
Pinus pinaster

Terpentintall eller medelhavstall (Pinus pinaster) är ett träd i släktet tallar och kommer ursprungligen från den västra Medelhavsregionen. Utbredningsområdet sträcker sig från Portugal och Spanien norrut mot södra och västra Frankrike, österut mot västra Italien och Korsika, söderut mot norra Marocko och med små bestånd i Algeriet och Malta (som möjligen kan vara införda av människan). Terpentintallen förekommer generellt på låga och medelhöga altituder, mestadels från havsnivå upp till 600 m ö.h., men i norra Marocko kan bestånd hittas på upp till 2 000 meters höjd.
Arten växer vanligen på sandig grund och den kan bilda skogar där inga andra större träd ingår. Terpentintall hittas likaså i skogar tillsammans med andra barrträd som svarttall, spanskgran, atlasceder och idegran. Ibland ingår lövträd som stenek eller asp i skogarna.
I några regioner ersattes skogarna med terpentintall av kulturlandskap. I andra områden planterades skogar och trädets population ökar. IUCN listar arten som livskraftig (LC).
Sedan medeltiden har man framställt eterisk terpentinolja ur terpentintallens ved och bark, dessa oljor har av tradition använts för att lindra medicinska åkommor men även till balsamering.